# Struden

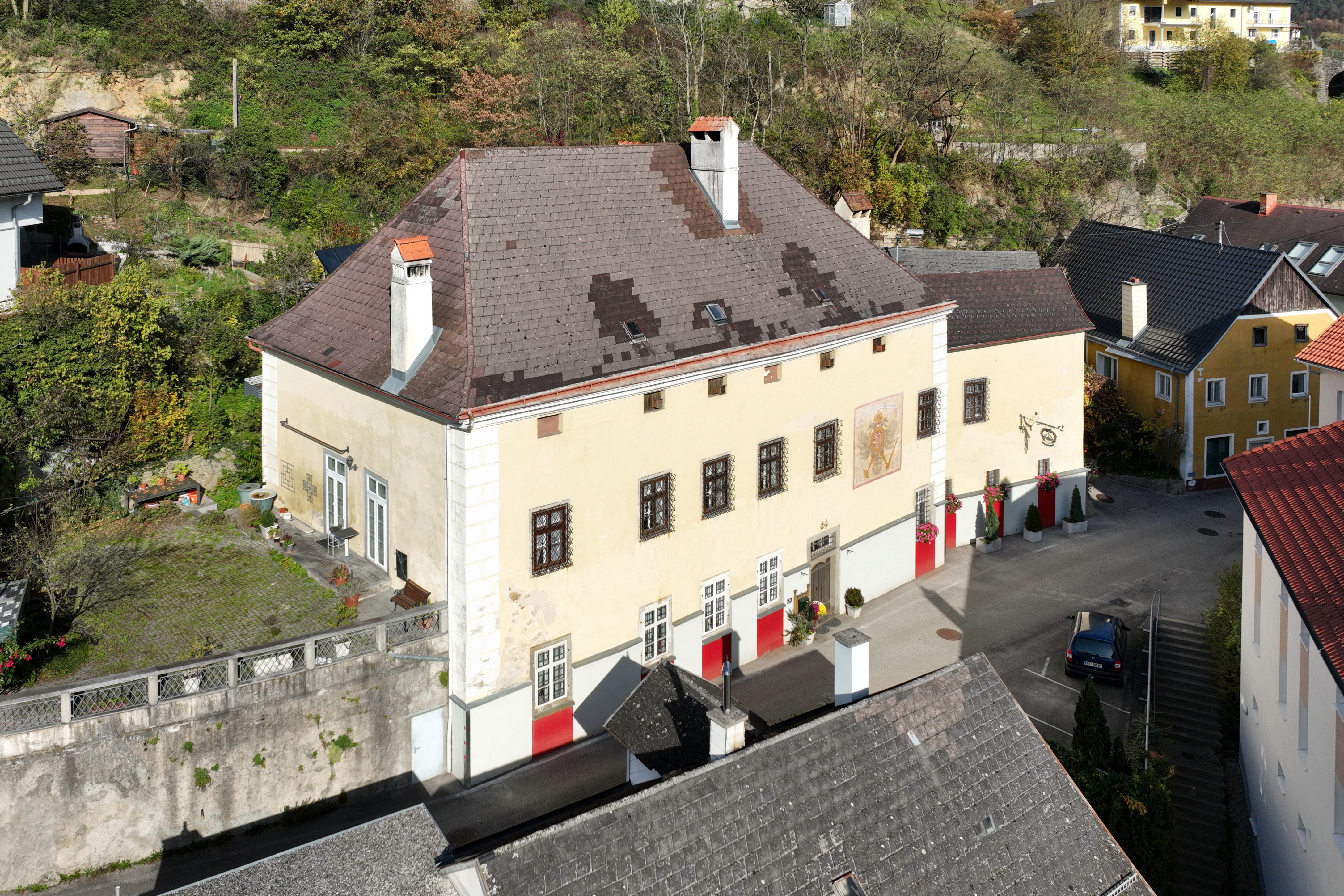
Ehem. Mauthaus mit kaiserlichem Doppeladler-Wappen; um 1645 errichtet

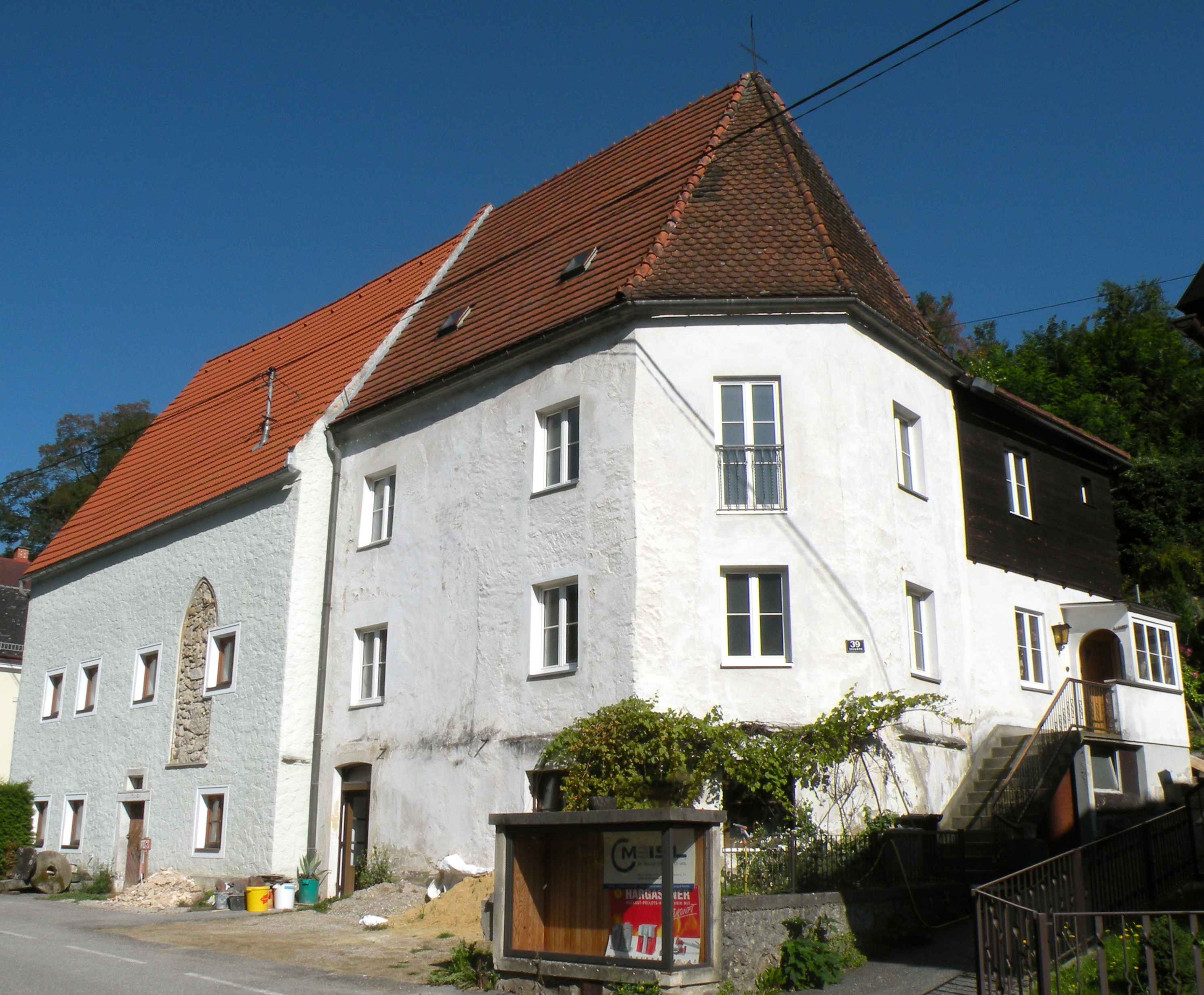
Ehemalige Marienkirche in Struden

Struden ist eine Ortschaft und eine Katastralgemeinde von St. Nikola an der Donau im oberösterreichischen Strudengau. Diese Ortsbezeichnungen beziehen sich auf die mächtigen Donaustrudel, die vor der Donauregulierung eine große Gefahr für die Schiffsleute darstellten.
Von der Erhebung zum Markt 1591 bis zur Eingemeindung nach St. Nikola am 1. März 1875 war Struden Freimarkt, von 1850 bis 1875 auch eine eigene Ortsgemeinde. Bei der Volkszählung im Jahr 2001 hatte der Ort 267 Einwohner. Die Ortschaft liegt auf 240 m ü. A.

## Geographie
Struden grenzt im Westen an die beiden Katastralgemeinden Panholz und Grein der Stadtgemeinde Grein, im Nordwesten an die Katastralgemeinde Wetzelstein der Marktgemeinde Bad Kreuzen, im Norden an die Markt- und Katastralgemeinde Waldhausen und im Osten an die Katastralgemeinde St. Nikola an der Donau. Im Süden reicht Struden bis an die Donau, die zugleich die Grenze zum Bundesland Niederösterreich bildet.
In Struden mündet am westlichen Rand der durch die Stillensteinklamm fließende Gießenbach in die Donau.

## Geschichte

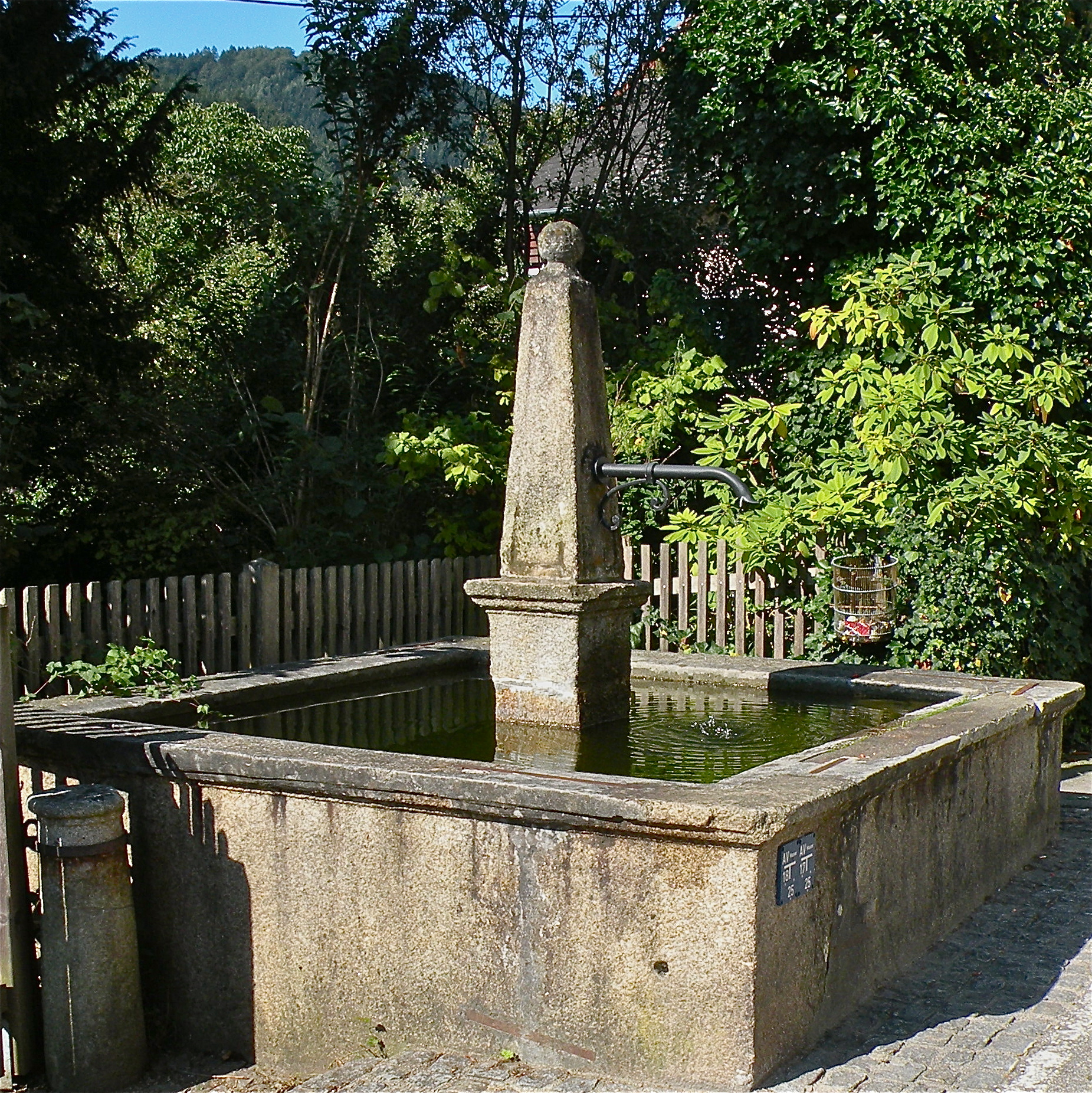
Marktbrunnen in Struden

Die frühesten Schriftzeugnisse Strudens stammen aus dem Jahr 1351. Der Donaustrudel war eine bekannte Stelle entlang des Stromlaufes und namensgebend für die Siedlung.
Das Freigericht Struden bzw. die Hofmark Struden, eine Ansiedlung freier Leute auf königlichem Boden, gehörte neben den Pfarren Grein und St. Nikola und der Ortschaft Hößgang am südlichen Ufer der Donau zur landesfürstlichen Burg Werfenstein, die 1498 in der Herrschaft Greinburg aufging.
Bereits 1391 wurde in Struden eine Maut eingehoben. Von den stromaufwärts fahrenden Schiffszügen musste für die Waren, die Zugpferde und die Durchfuhr eine Gebühr bezahlt werden.
1399 war in Struden ein Pfleger bestellt, der den Greiner Bürgern beim Be- und Entladen der Schiffe beschützen musste. 1572 wurde das Pfleggericht nach Grein verlegt.
Der Marktrichter am Freigericht Struden war sowohl für Struden als auch Hößgang zuständig. Die höhere Gerichtsbarkeit oblag dem Landgericht Machland, dessen Wirkungsbereich hier über die Donau nach Niederösterreich reichte.
Die Ende des 15. Jahrhunderts eingeführte Wassermaut in Struden wurde bis zum 1. Juli 1852 eingehoben.
Struden wurde 1591 oder 1592 zum Markt erhoben und erhielt ein eigenes Wappen, das an die Lage des Ortes an der Donau und an die Burg Werfenstein erinnert.
Im Jahr 1955 wurde mit den Uferverbauungen im Staubereich des Donaukraftwerks Ybbs-Persenbeug begonnen. Nach Abschluss der Arbeiten wurde in den dann leerstehenden Arbeiterheimen die Schneiderei Vienna eingerichtet. Seit Schließung des Schneidereibetriebes in den 1980er-Jahren stehen die Baracken leer.

## Politik
Als Bürgermeister wirkten ab 27. Juli 1850 bis zu seinem Tod 1858 Joseph Langthaler und danach bis zur Eingemeindung am 1. März 1875 Johann Mühlberger. Zuvor waren Marktrichter im Freien Marktgericht Struden tätig.

## Kommunalarchiv
Der 1906 vom oberösterreichischen Landesarchiv in Verwahrung genommene Archivbestand der ehemaligen Marktgemeinde Struden beginnt 1491 und reicht herauf bis ins 19. Jahrhundert. Bemerkenswert sind die Schifferordnungen im Struden 1628 bis 1636.

## Historische Objekte
- Burg Werfenstein
- Mauthaus (Neues Zollamt)
- Ehemalige Marienkirche in Struden
- Marktbrunnen (1728)

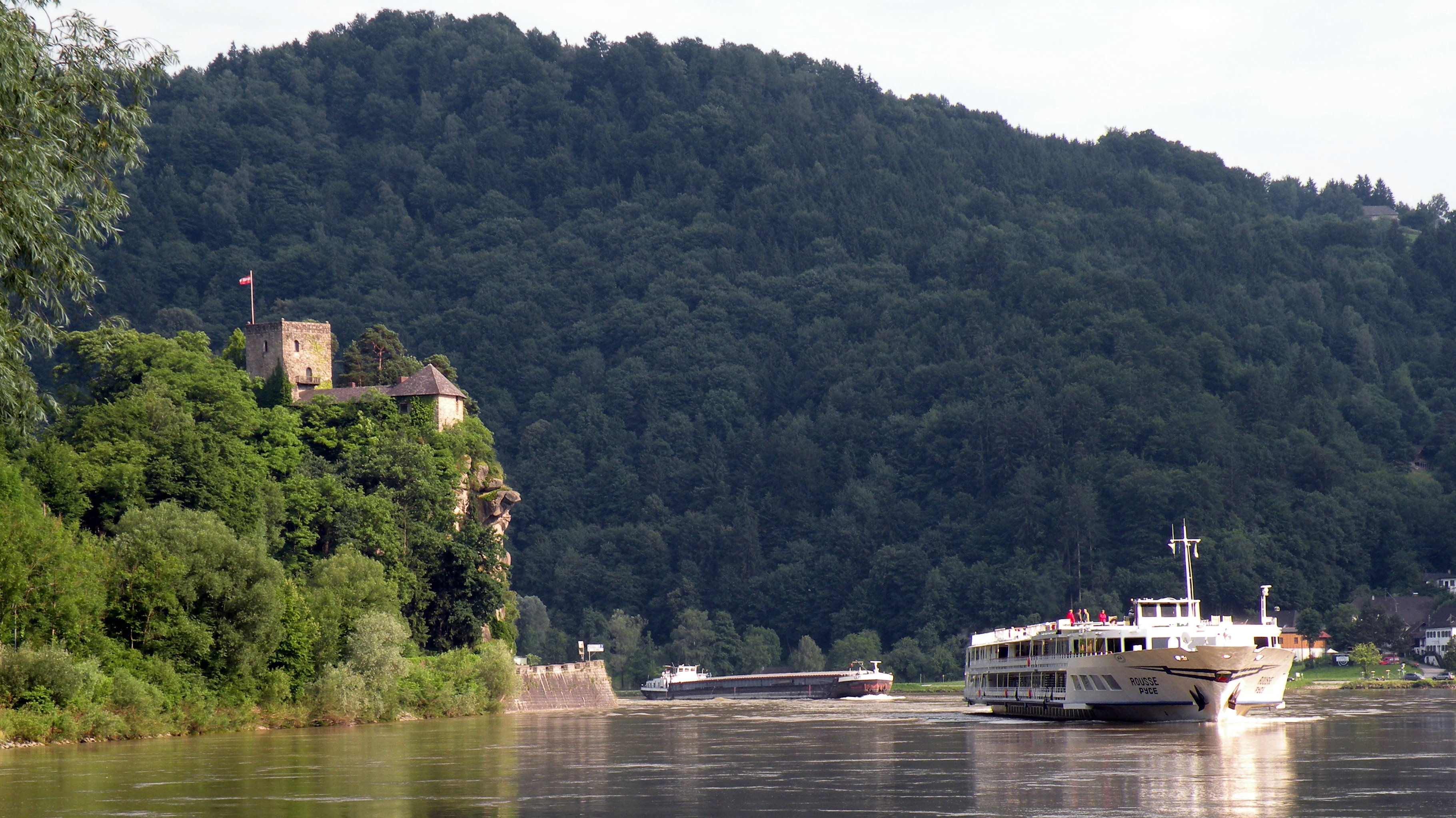
Burg Werfenstein im Strudengau

- Pranger (bestehend aus Sockel, Säule, Pyramidenstumpf und abschließender Kugel, insgesamt 3,2 Meter hoch, Sockel mit quadratischer Grundfläche mit einer Seitenlänge von 48 Zentimeter, Sockelhöhe 40 Zentimeter, Säule mit quadratischer Säule mit einer Seitenlänge von 40 Zentimeter und einer Höhe von 1,9 Meter, 75 Zentimeter hoher, quadratischer Pyramidenstumpf mit einer Seitenlänge von 39 Zentimeter an der Unter- und 30 Zentimeter an der Oberkante, Durchmesser der Kugel 15 Zentimeter).[5]
- Siebenbögiges Viadukt der Donauuferbahn über den Gießenbach

## Verkehr

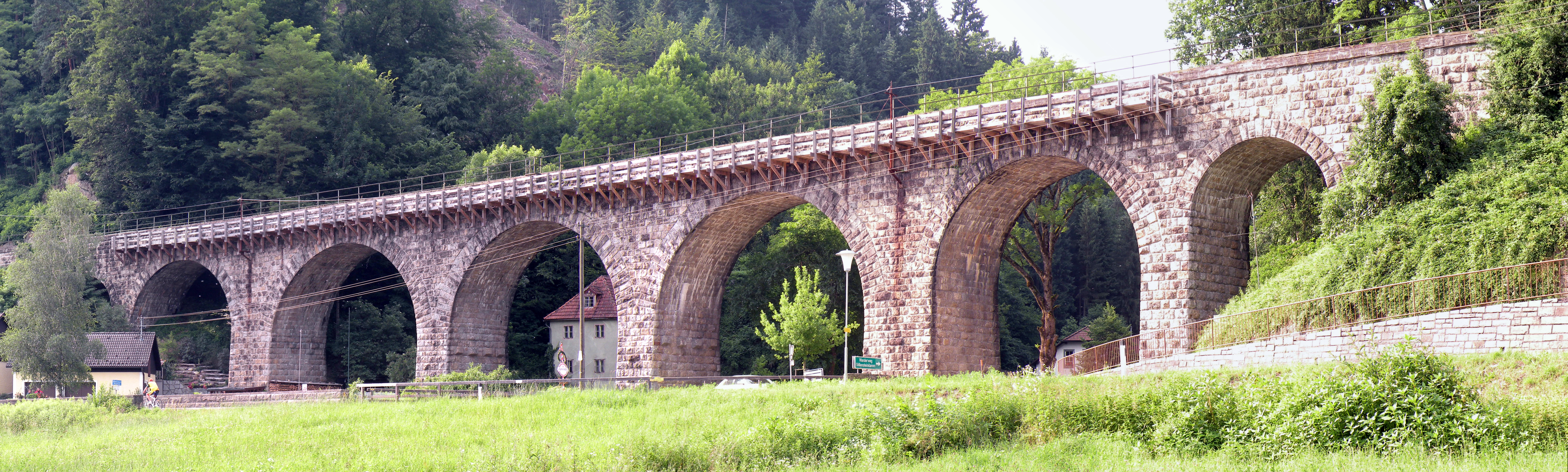
Siebenbögiges Viadukt der Donauuferbahn über den Gießenbach

Die Donau Straße führt am südlichen Rand entlang der Donau an Struden vorbei. Die Donauuferbahn durchquert das Gebiet der Katastralgemeinde. Die nächste Bahnhaltestelle heißt St. Nikola-Struden und befindet sich auf dem Gebiet der Katastralgemeinde St. Nikola.

## Wirtschaft und Tourismus
Neben lokalen Wanderwegen, beispielsweise durch die Stillensteinklamm wird Struden auch vom überregionalen Donauradweg berührt. Die Gießenbachmühle an der Mündung des Gießenbachs in die Donau ist die Endstation des 2010 neu eröffneten Donausteigs.

## Persönlichkeiten
Persönlichkeiten, die in Verbindung mit Struden stehen:
- Jörg Lanz von Liebenfels erwarb für den von ihm gegründeten Neutempler-Orden die Burg Werfenstein als Ordensburg im Jahr 1907. Er entdeckte den Strudener Pranger in einem Bauernhof und stellte ihn auf dem Burggelände auf.[5] Mehrere Jahre nach seinem Tod wurde die Burg 1963 wieder verkauft.